# 純情 (富士山ひょうたの漫画)
『純情』（じゅんじょう）は、富士山ひょうたによる日本のBL漫画作品。2006年から2008年に『ダリア』（フロンティアワークス）で連載された。全3巻。

## あらすじ
フリーライターの戸崎は、仕事で高校時代の初恋の相手倉田と再会する。倉田が転校したことによって、クラスメイトの期間が1年にも満たなかったため、覚えられていなかったらみじめだと初対面を装う戸崎。ところが、倉田は戸崎を覚えていて、「俺のこと好きだったんだろ?抱かせてくれんならお前と寝てみんのもいいって本気で思ってんだけどなぁ」と。ノンケの倉田からの誘いに、戸惑いながらも関係を持ってしまう戸崎。一度きりだと思っていた関係は、強引な倉田によって続いていき、戸崎は倉田に惹かれていく。

## 登場人物
「声」はドラマCD版、「演」は実写映画版
戸崎圭祐（とざき けいすけ）声 - 平川大輔 / 演 - 栩原楽人
本作の主人公。フリーのライター。ゲイで学生時代は倉田に恋愛感情を抱いていた。倉田の行動が読めず、混乱しながらも、かつての想い人相手であるためか、ずるずると関係を引きずる
倉田将成（くらた しょうせい）声 - 森川智之 / 演 - 高橋優太
戸崎の想い人。ノンケ。戸崎は気づいていなかったが、戸崎に興味を持っており、彼の気持ちに気づいていた。何故か、戸崎に誘いをかける。独占欲が強く、沸点が低い。
宮田一臣（みやた かずおみ）声 - 遊佐浩二 / 演 - 篠田光亮
大学生時代、戸崎と付き合っていた先輩。飄々とした性格で、戸崎をからかうこともある。戸崎との関係は過去のものと割り切っているようでもあるが……。戸崎を下の名前で呼び、「けいちゃん」とあだ名で呼ぶこともある。
吉岡篤司（よしおか あつし）声 - 楠大典
室江（むろえ）声 - 星野貴紀
倉田母声 - たなか久美
陸上部員/宅配人声 - 阿部敦
担任/店員声 - 野川雅史
望月塔子（もちづき とうこ）演 - 伊佐美紀
湯沢朋子（ゆざわ ともこ）演 - 渡邊まき

## コミックス
- 純情1-2007年1月20日発行　ダリアコミックス　フロンティアワークス（ISBN 9784861341687）
- 純情2-2007年12月20日発行　ダリアコミックス　フロンティアワークス（ISBN 9784861342288）
- 純情3（小冊子付き限定版）-2009年3月20日発行　ダリアコミックス　フロンティアワークス（ISBN 9784861343261）
- 純情3（通常版）-2009年3月20日発行　ダリアコミックス　フロンティアワークス（ISBN 9784861343247）

## ドラマCD
- 純情-2009年5月27日発売　フロンティアワークス
- 純情2-2010年4月21日発売　フロンティアワークス

## 実写映画
2010年9月4日に渋谷・シアターイメージフォーラムにて一般公開。
キャッチコピーは「お前、俺のこと好きだったんだろう……」。

### スタッフ
- 監督 - 金田敬
- 脚本 - 小林弘利、小鶴
- 製作 - 安西崇、及川武、川村明廣
- プロデューサー - 小林智浩、吉成賢一、梅橋美香
- 制作担当 - 尾関玄
- 助監督 - 佐藤吏
- 撮影 - 今井裕二
- 照明 - 大町昌路
- 録音 - 土屋和之
- 美術 - 石毛朗
- 編集 - 小林由加子
- 音楽 - MOKU
- 製作 - 日本出版販売、フロンティアワークス、ジェネオン・ユニバーサル・エンターテイメント、ビデオプランニング
- 配給 - ビデオプランニング

### 主題歌
- aotsuki『純情』

### DVD
- 『あの頃の僕ら〜メイキングオブ純情〜』（2010年7月22日発売）
- 『純情』（2010年12月22日発売）